# لقرامشة (سيدي احساين بن عبد الرحمان)
لقرامشة هي إحدى مشيخات المملكة المغربية، تتبع جغرافيا لإقليم الجديدة وإداريًا لسيدي احساين بن عبد الرحمان. يقدر عدد سكانها بـ 799 نسمة حسب الإحصاء الرسمي للسكان والسكنى لسنة 2004.